# Grmljavina
Grmljavina ili grom je atmosferska zvučna pojava, oštar tresak koji prati bljesak munje (električnoga luka koji se oblikuje pri naglom električnom pražnjenju između oblaka i tla ili između pojedinih oblaka). Nastaje zbog eksplozivnog širenja zraka zagrijanog munjom na visoku temperaturu (do 30 000 K). Grmljavina je mukla tutnjava nastala učestalim električnim pražnjenjima pri nevremenu. Gromom se katkad, u svakodnevnom govoru, naziva i sam udar munje, a mogu se naći i tumačenja da je grom električno pražnjenje između oblaka i tla, a munja između dvaju oblaka ili dijelova istog oblaka. Širi se brzinom zvuka, to jest oko 343 metara u sekundi (na 20°C). S dovoljno velike udaljenosti, bljesak munje vidi se prije nego što se čuju grom ili grmljavina, jer je brzina svjetlosti puno veća od brzine zvuka. Jakost zvuka groma mjeren u okolini jake munje je oko 120 decibela.

## Munja
Munja je naglo pražnjenje atmosferskog električnoga naboja koncentriranog u olujnim, grmljavinskim oblacima (kumulonimbusima), povezano s pojavom snažnog bljeska i snažnoga zvučnog udara (grom). Unutar grmljavinskih oblaka električni potencijal naraste i do 3 milijuna volti, pa zrak više nije dostatan izolator i nastaje izbijanje električnoga naboja unutar oblaka, prema drugom oblaku, prema okolnomu zraku ili prema tlu (jedno takvo izbijanje na svakih deset). Munja se može vidjeti i na udaljenostima do 150 kilometara.
Najčešća je izlomljena linearna munja. Od njezina glavnog puta često se odvaja više grana. Istraživanja linearne munje ultrabrzim kamerama pokazala su da munja između oblaka i tla nastaje u nekoliko koraka: svakoj munji prethodi početno, slabije pretpražnjenje, koje napreduje brzinom od približno 50 m/s i postupnom ionizacijom zraka stvara takozvani kanal munje, svjetlosni, intenzivno ugrijan (do 30 000 K) koridor promjera nekoliko centimetara. Kada kanal poveže oblak i tlo (ili dva suprotno nabijena oblaka), nastupi kroza nj u suprotnom smjeru obilno električno pražnjenje, glavni udar munje, koji češće putuje od tla (ili morske površine) prema oblaku nego obratno. Takvih je povratnih udara u jednoj munji više, prosječno dva, ali ih može biti i do 40, s vremenskim razmakom od prosječno 0,03 sekundi.
Električni naponi između krajnjih točka munje iznose i do 100 milijuna volta (V); maksimalne su struje nekih munja 100 000 ampera (A), a traju od 0,1 do 0,6 sekundi uz temperaturu u kanalu munje višu od 20 000 kelvina (K). Zbog zagrijavanja, ionizacije i disocijacije uzduž puta munje naglo se i drastično mijenja tlak zraka, što je uzrok nastanka groma. Opažene su i tihe munje. Munje pokazuju dvostruk razorni učinak: kod vrlo jakih struja nastaje kratkotrajno, ali vrlo jako magnetsko polje, koje daje eksplozivni učinak; struje do 500 A teku dosta dugo (s obzirom na trajanje samoga svjetlosnog učinka munje), pa uzrokuju jak toplinski učinak, koji djeluje razorno, osobito na vodiče.
Uz često zapažene oblike razgranate munje, koja udara prema tlu, pojavljuje se gdjekad i takozvana biserna munja u obliku niza od 20 do 30 svjetlosnih zrna, promjera približno 10 centimetara i odvojenih tamnim prostorima. Plošna munja električno je izbijanje unutar oblaka, kod kojega su osvijetljene velike površine oblaka, no sam kanal munje nije zamjetljiv. Toplinska munja pojava je munje na velikoj udaljenosti od promatrača, prevelikoj da bi se čula grmljavina; ona može biti crvene boje zbog raspršenja i apsorpcije svjetlosti u zraku. Kuglasta munja vrlo je rijetka i do danas još nerazjašnjena pojava električnoga izbijanja; pojavljuje se u obliku žute do crvene svjetleće kugle promjera 10 do 20 centimetara, rijetko i do 1 metar, u kojoj je temperatura od 4 000 do 5 000 °C. Kratko se vrijeme lagano kreće i nestaje tiho ili uz prasak, ostavljajući za sobom jak miris po sumporu i nitritu. Kada se zbog povišene vlage poveća električna provodnost zraka, kao za grmljavinskih procesa, može se na istaknutim vrhovima planina, šiljcima visokih zgrada, jarbolima i stupovima pojaviti takozvana vatra svetog Ilije ili vatra svetog Elma, električno izbijanje u obliku svjetleće zelenkaste ili plavičaste korone. Poznat je i takozvani plavi mlaz, slabi mlaz plave svjetlosti koja izbija iz vrha kumulonimbusa i diže se nepoznatim mehanizmom do visine od 40 do 50 kilometara brzinom većom od 90 km/s, te takozvani sprajt ili crveni vilenjak (engl. sprite), svjetlosna pojava u mezosferi, crvenkaste do plave boje i najraznovrsnijih oblika, od velikih mjehura do oblika nalik na veliku hobotnicu, povezana sa snažnim električnim izbijanjem iz kumulonimbusa u tlo.

## Poveznice
- munja
- grmljavinska oluja